# Io (måne)
För andra betydelser, se IO.
Io är den tredje största av Jupiters månar. Den är den innersta av de fyra galileiska satelliterna, och med en diameter på 3642 kilometer är Io den fjärde största månen i solsystemet. Månen är döpt efter prästinnan Io i den grekiska mytologin.
På grund av resonans med Jupiter och de tre övriga galileiska månarna - Europa, Ganymedes och Callisto, skapas enorma tidvattenkrafter på Io. Detta skapar friktion inuti Io och driver geologisk aktivitet. Med över 400 vulkaner på sin yta är Io det mest geologiskt aktiva objektet i solsystemet.

## Ios yta

### Kratrar och vulkanism
Ios yta är radikalt olik någon annan kropps yta i vårt solsystem. Det kom som en stor överraskning för forskarna vid Voyagers första besök. De hade förväntat sig att se nedslagskratrar och på så sätt räkna antalet kratrar per areaenhet för att uppskatta åldern av Ios yta. Men det finns bara få, om ens några, kratrar på Io. Ytan är alltså väldigt ung. Istället för nedslagskratrar hittade Voyager 1 hundratals vulkankratrar, varav några är aktiva. Foton av faktiska eruptioner med 300 km höga moln sändes tillbaka av båda Voyagersonderna och av rymdsonden Galileo. Galileo utforskade Io mer i detalj och visade genom mätningar att lavaströmmarna är betydligt varmare än på jorden och att de består av magnesium och järn. Analyser av Voyagers bilder ledde forskarna att tro att lavan som flyter på Ios yta mest bestod av olika föreningar av smält svavel. Men andra studier tyder på att de är för heta för att vara flytande svavel. En ny idé är att Ios lava består av smält silikatsten. Nyligen gjorda observationer med Hubbleteleskopet tyder på att materialet kan vara rikt på natrium. Det kan också vara varierande material på olika platser. Vissa av de hetaste punkterna på Io når temperaturer på 1 500 K, trots att medeltemperaturen är mycket lägre, ca 130 K. Dessa heta punkter är den huvudsakliga mekanismen vid vilken Io förlorar sin hetta. 
Dessa observationer kan ha varit några av de viktigaste upptäckterna i Voyageruppdragen och i Galileo-projektet; det var det första verkliga beviset att andra "jordiska" kroppars inre faktiskt är hett och aktivt. Materialet som skjuts ut från Ios vulkaniska lufthål verkar vara någon form av svavel eller svaveldioxid. De vulkaniska eruptionerna ändras snabbt. På bara fyra månader mellan ankomsterna av Voyager 1 och Voyager 2 upphörde vissa av dem och nya startade. Avlagringarna som omgav lufthålen ändrades också synligt. 
Bilder som nyligen tagits med NASAs infraröda teleskopanordningar på Mauna Kea på Hawaii visar en ny och väldigt stor eruption. En ny stor formation nära Ra Patera har också observerats av Rymdteleskopet Hubble. Bilder från Galileo visar också många förändringar från tiden av Voyagers besök. Dessa observationer bekräftar att Ios yta faktiskt är väldigt aktiv. 
Energin för all denna aktivitet härleder antagligen från tidvattenkrafter mellan Io, Europa, Ganymedes och Jupiter. De tre satelliterna är låsta i omloppsbanor så att Io går runt två gånger för varje varv Europa gör, som i sin tur går runt två gånger för varje varv Ganymede gör. Trots att Io, precis som månen, alltid visar samma sida mot sin planet, får påverkan av Europa och Ganymedes den att rubbas lite. Denna rubbning sträcker och böjer Io så mycket som 100 m och genererar värme på samma sätt som en klädhängare värms upp när den böjs fram och tillbaka. Io korsar också Jupiters magnetfältslinjer vilket genererar en elektrisk ström. Trots att det är litet jämfört med tidvattensuppvärmningen, kan effekten bli mer än 1 triljon watt. 
Nya data från Galileo tyder på att Io kan ha ett eget magnetfält, vilket Ganymedes har. Io har en tunn atmosfär bestående av svaveldioxid och kanske några andra gaser. 
Till skillnad från de övriga galileiska satelliterna har Io bara lite, eller inget, vatten. Detta beror troligen på att Jupiter var tillräckligt het för att tidigt i evolutionen av vårt solsystem, driva bort flyktiga element i Ios omgivning men inte tillräckligt het för att göra det längre ut.

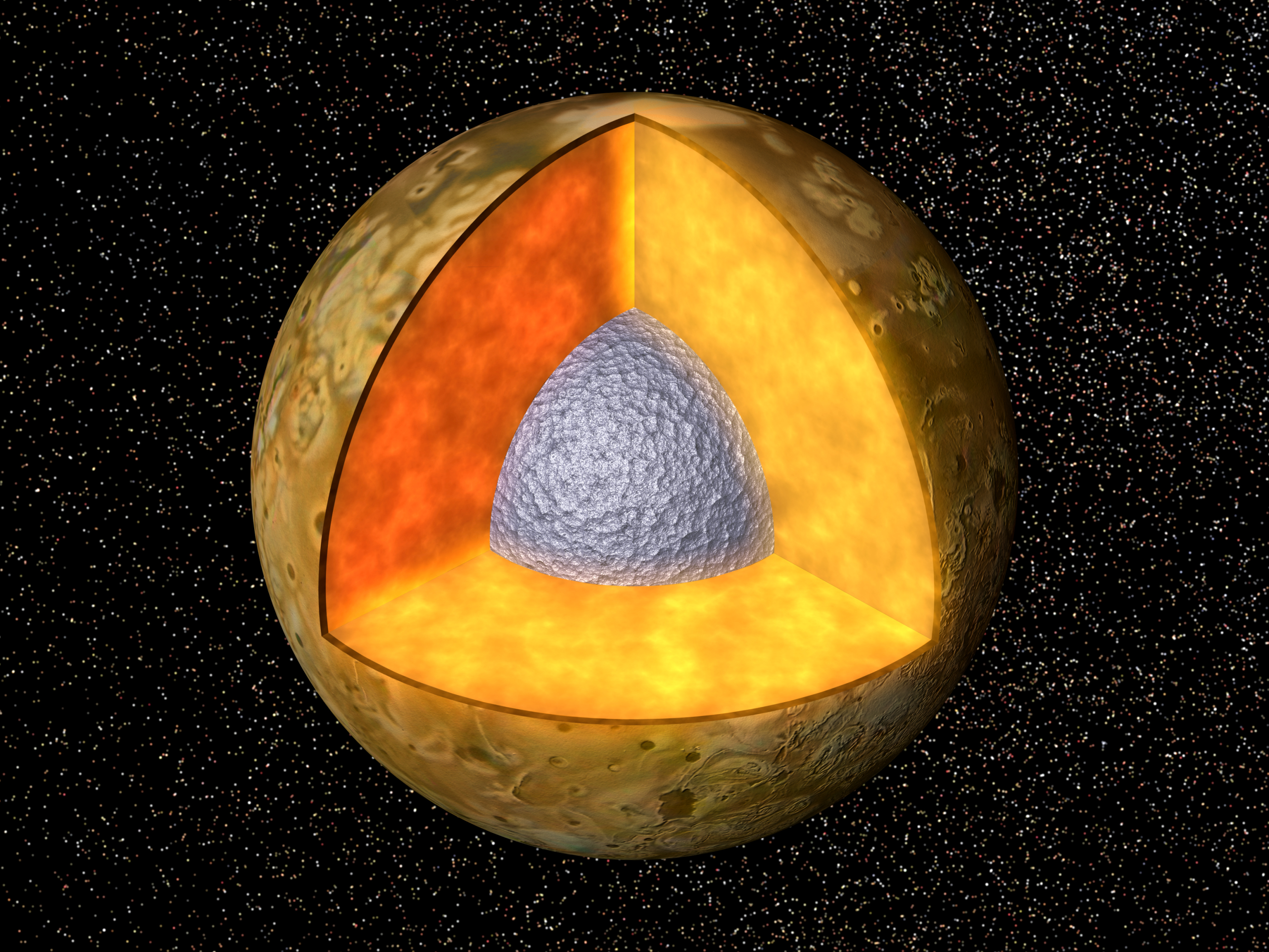
Io i genomskärning.